# San Andrés i Providencia
San Andrés i Providencia (hiszp. San Andrés y Providencia) – jeden z departamentów Kolumbii. Obejmuje archipelag wysp położony ok. 775 km na północny zachód od Kolumbii i 220 km na wschód od Nikaragui. Stolicą departamentu jest miasto San Andrés.

## Historia
Przypuszczalnie wyspy zostały odkryte przez Krzysztofa Kolumba podczas jego pierwszej ekspedycji w 1492 roku.
W latach 1670–1689 na wyspach przebywał angielski korsarz Henry Morgan. W 1803 roku, po ponownym ustanowieniu hiszpańskiego Wicekrólestwa Nowej Granady (1739), wyspy oraz prowincja Veraguas – obejmująca zachodnią część Panamy i wschodnie wybrzeże Nikaragui – zostały do niego przyłączone. Pod koniec epoki kolonialnej terytorium to było administrowane z prowincji Cartagena.
Po uzyskaniu niepodległości Republika Wielkiej Kolumbii okupowała archipelag, w 1822 poddając go administracji departamentu Magdalena. Następnie Zjednoczone Prowincje Ameryki Środkowej nie uznały suwerenności Kolumbii na tym obszarze i domagały się jego przekazania, podczas gdy Kolumbia z kolei kwestionowała prawa Zjednoczonych Prowincji do wschodniego wybrzeża obecnej Nikaragui. Zjednoczone Prowincje Ameryki Centralnej rozpadły się w wyniku wojny domowej z lat 1838-1840, a stroną konfliktu stała się odtąd Nikaragua, z drugiej zaś strony – Nowa Granada, powstała w wyniku rozwiązania Wielkiej Kolumbii.
Kolumbia w 1912 roku ustanowiła lokalną administrację wysp, przyznając im status departamentu. W 1928 roku traktat Esguerra-Bárcenas zawarty między Kolumbią a Nikaraguą rozstrzygał spór o wyspy na korzyść Kolumbii. W latach 80. XX w., gdy do władzy w Nikaragui doszli sandiniści, w wyniku reformy konstytucyjnej przyjętej przez nikaraguański parlament traktat Esguerra-Bárcenas został przez Nikaraguę wypowiedziany.
Nikaragua argumentowała, że traktat został zawarty pod presją militarną Stanów Zjednoczonych i podczas okupacji przez amerykańską armię, i z tego powodu nie może być uznany za suwerenną decyzję spełniającą wymogi konstytucyjne. Kolumbia odrzuca taką argumentację przywołując fakt, iż traktat został ratyfikowany przez Nikaraguę w 1930 roku, gdy wojska amerykańskie opuściły już Nikaraguę, jest zatem jej suwerenną decyzją i z tego powodu jest wiążący.
W 2001 roku Nikaragua przedstawiła swe roszczenia w Międzynarodowym Trybunale Sprawiedliwości, podnosząc kwestię poszerzenia swych granic morskich o obszar ok. 50 tys. km², obejmujący także kolumbijski departament San Andrés i Providencia. Kolumbia kwestionuje właściwość Trybunału do orzekania w tej sprawie oraz zwiększyła swe siły wojskowe i policyjne na spornym obszarze. Na dodatek Kolumbia i Honduras w 1999 roku podpisały porozumienie o granicy morskiej, potwierdzające prawa Kolumbii do archipelagu. Należy dodać, że również między Nikaraguą a Hondurasem istnieją nierozwiązane spory graniczne.
Wyspę Providencia 29 października 2005 nawiedził huragan Beta, powodując mniejsze i średnie zniszczenia.

## Gminy i wyspy
Poza głównymi wyspami, San Andrés oraz Providencia i otaczającymi je mniejszymi wysepkami, do departamentu należy osiem atoli, wliczając w to zanurzoną poniżej poziomu oceanu Ławicę Alicia.

### Gmina San Andrés

#### Wyspa San Andrés
Wyspa San Andrés zajmuje powierzchnię 26 km², znajduje się na niej stolica departamentu, miasto San Andrés.

#### Cayos del Este Sudeste
Atol położony 22 km w kierunku wschód-południe-wschód od wyspy San Andrés oraz 35 km na północny wschód od Cayos de Alburquerque, współrzędne geograficzne 12°24′N 81°28′W/12,400000 -81,466667. Ma 14 km długości i 4 km szerokości. Jest tu kilka piaszczystych wysepek po stronie południowo-wschodniej. Największe z nich to Cayo del Este, Cayo Bolivar, West Cay oraz Cayo Arena. Żadna z nich nie osiąga poziomu wyższego niż 2 m n.p.m. Wszystkie porośnięte są niskimi krzakami i palmami, a na wybrzeżach mangrowcem. Na Cayo Bolivar znajduje się latarnia morska, należąca do kolumbijskiej marynarki wojennej. Wyspy są często odwiedzane przez rybaków, zarówno z San Andrés jak i z kontynentalnej Kolumbii. Na Cayo Bolivar istnieją dwa stałe budynki, prócz tego prowizoryczne chatki drwali na pozostałych wyspach.

#### Cayos de Albuquerque
Atol ten leży na południowy zachód od San Andrés (współrzędne geograficzne: 12°10′N 81°51′W/12,166667 -81,850000) i jest najdalej na zachód wysuniętym punktem Kolumbii. Średnica pierścienia raf wynosi około 7 km. W jego południowej części leżą dwie wysepki: Cayo del Norte i Cayo del Sur. Większa z nich, Cayo del Norte, wznosi się na 2 m n.p.m. i jest porośnięta krzakami i drzewami palmowymi. Cayo del Sur leży kilkaset metrów dalej na południe. Jej wysokość nie przekracza 1 metra i porasta ją zaledwie kilka krzewów, a na południu mangrowce. W 1980 roku na Cayo del Norte wzniesiono latarnię morską, obsługiwaną przez marynarkę wojenną Kolumbii.

### Gmina Wyspa Providencia i Archipelagi

#### Wyspa Providencia (wraz z wyspą Santa Catalina)
Providencia to największa wyspa archipelagu i druga w departamencie (po San Andrés). Leży 80 km na płn.-płn.-wschód od San Andrés, współrzędne geograficzne: 13°21′N 81°22′W/13,350000 -81,366667. Wraz z wyspą Santa Catalina i pomniejszymi wysepkami mierzy 7,2 km w osi północ-południe, nie licząc wysepki Low Cay wysuniętej 10 km dalej na północ (współrzędne geograficzne: 13°32′N 81°21′W/13,533333 -81,350000). Powierzchnia Wyspy Providencia wynosi 17 km². Sąsiednia, mniejsza Santa Catalina ma 2 km² powierzchni. Archipelag zamyka system raf koralowych długości 35 km rozciągający się na obszarze 250 km² – co czyni ją jedną z najsławniejszych raf położonych poza Pacyfikiem i Oceanem Indyjskim. W górzystym centrum wyspy Providencia wznoszą się trzy szczyty, z których najwyższy osiąga wysokość 363 m n.p.m. Wyspa zbudowana jest ze skał osadowych, pochodzenia wulkanicznego. Największą miejscowością jest Isabel Village na północy wyspy, w pobliżu południowo-wschodniego wybrzeża wyspy Santa Catalina. Inne wioski to San Felipe na zachodnim brzegu i La Paz na południowo-wschodnim.
Na wschodnim wybrzeżu znajduje się Park Narodowy Old Providence McBean Lagoon.

#### Ławica Alicia (Banco Alicia)
Całkowicie zanurzona rafa, położona 16°05′N 79°22′W/16,083333 -79,366667, bez wysp, największa płycizna to 6 m p.p.m. Najdalej wysunięty na północ punkt Kolumbii. Ławica jest przedmiotem roszczeń Jamajki, oddalonej o 260 km (należące do niej wysepki Pedro Cays leżą jeszcze bliżej – 200 km od rafy), podczas gdy od kontynentalnej Kolumbii rafa oddalona jest o 740 km.

#### Ławica Bajo Nuevo
Ławica Bajo Nuevo ma długość 26 km i szerokość 9 km, obejmuje 240 km² powierzchni, głównie oceanu (laguna, współrzędne geograficzne: 15°53′N 78°33′W/15,883333 -78,550000), z niewielkimi wysepkami. Niektóre porośnięte są trawami. Wyspy te stanowią najdalej na północ wysunięty skrawek lądu należący do Kolumbii. Największą z nich jest wyspa Low Cay, długości 400 m i szerokości 40 m, z najwyższym wzniesieniem 2 m n.p.m. Współcześnie wyspy odwiedzane są przez łowców homarów. Na Low Cay od 1980 roku czynna jest latarnia morska. Atol ten, wraz z atolem Seranilla, jest przedmiotem roszczeń Stanów Zjednoczonych, powołujących się na Guano Act z 1856 roku.

#### Ławica Serranilla
Ławica, dawniejszy atol ma około 40 km szerokości i 32 km długości, współrzędne geograficzne 15°55′N 79°54′W/15,916667 -79,900000. Zajmuje powierzchnię 1200 km² (głównie wody laguny). Kilka niewielkich wysepek: West Breaker, Middle Cay, East Cay i Beacon Cay, z rzadką roślinnością w postaci krzaków i palm. Większość rafy wysycha w czasie odpływu, z tego powodu setki wraków okrętów znajduje się w pobliżu wysp. Beacon Cay to największa wyspa tej grupy, całkowicie zabudowana domami i obiektami wojskowymi, używanymi przez amerykańskich marines podczas kryzysu kubańskiego. Obecnie instalacje militarne są opuszczone. Latarnia morska o wysokości 20 m, czynna od 1977 roku, wzniesiona jest na koralowej półce w pobliżu ławicy. Ławica, podobnie jak Ławica Bajo Nuevo, jest przedmiotem roszczeń USA, powołujących się na Guano Act z 1856 roku.

#### Ławica Quita Sueño
Ławica położona 14°15′N 81°15′W/14,250000 -81,250000 nie posiada wysp, jednakże jej północno-wschodni kraniec stanowi rafa koralowa długości 37 km, częściowo wysychająca podczas odpływu. Pierwotnie we władaniu USA, powołujących się na Guano Act z 1856 roku, ławica została zwrócona Kolumbii w 1982 roku. Znajduje się tu latarnia morska Quita Sueño Light, wzniesiona na rafie koralowej w 1977 roku.

#### Ławica Serrana
W większości położony pod powierzchnią morza atol, współrzędne geograficzne 14°24′N 80°16′W/14,400000 -80,266667, ma około 50 km długości i 13 km szerokości, zajmuje powierzchnię ok. 500 km², głównie oceanu (laguna). Największą z grupy niewielkich wysepek i skał jest Southwest Cay, zajmujący obszar 1200 na 800 metrów, z ruinami niegdysiejszej bazy wojskowej, użytkowanej przez amerykańskich marines podczas kryzysu kubańskiego. Wszystkie wysepki porośnięte są rzadką roślinnością – krzakami i niewysokimi drzewami. Na wyspach Southwest Cay oraz Narrow Cay znajdują się latarnie morskie, czynne od 1977 roku i obsługiwane przez Kolumbię. Ta na Southwest Cay ma wysokość 25 metrów i stanowi kombinację budynku mieszkalnego oraz białej wieży o konstrukcji stalowej, z urządzeniem świetlnym na szczycie. Wyspa North Cay posiada stałych mieszkańców, są nimi łowcy żółwi, zamieszkujący drewniane domki wzniesione na wyspie. Ławica, pierwotnie w posiadaniu USA powołujących się na Guano Act z 1856 roku, została w 1981 roku zwrócona Kolumbii, wraz z Ławicą Quita Sueño i Ławicą Roncador.

#### Ławica Roncador
Ławica Roncador to w większości położony poniżej poziomu morza atol z kilkoma piaszczystymi wysepkami. Współrzędne geograficzne: 13°34′N 80°04′W/13,566667 -80,066667. Ma 14 km długości i 4 km szerokości, zajmuje powierzchnię 65 km², głównie oceanu (laguna). W jej północnej części leży Roncador Cay, o powierzchni około 600 na 300 metrów, wznoszący się do 4 m n.p.m. Jest na tej wyspie kilka budynków, częściowo zniszczonych, zbudowanych podczas kryzysu kubańskiego przez amerykańską armię. Nieczynna latarnia morska znajduje się w północnej części wyspy. Od 1977 roku czynna jest nowa latarnia morska. Ławica, pierwotnie w posiadaniu USA powołujących się na Guano Act z 1856 roku, została w 1981 roku zwrócona Kolumbii, wraz z Ławicą Quita Sueño i Ławicą Serrana.